# Prince Daye
Prince Akim Daye est un footballeur libérien né le 11 avril 1978 à Monrovia (Liberia). Cet attaquant a évolué au SC Bastia. Avec ce club, il a été finaliste de la Coupe de France en 2002.

## Carrière de joueur
- 1995 : Real Republican  Ghana
- 1996-1997 : Invincible Eleven  Liberia
- 1997-2002 : SC Bastia  France
- 2003 : Club africain  Tunisie
- 2004 : CD Badajoz  Espagne
- 2004-2005 : Maccabi Petah-Tikvah  Israël
- 2006-2008 : Al-Sailiya Sports Club  Qatar

## Palmarès
- International liberien (16 sélections et 4 buts en équipe nationale)
- Finaliste de la Coupe de France en 2002 avec le SC Bastia